# Valpaços
Valpaços is een gemeente in het Portugese district Vila Real.
De gemeente heeft een totale oppervlakte van 549 km² en telde 19.512 inwoners in 2001.

## Plaatsen in de gemeente
| - Água Revés e Crasto - Algeriz - Alvarelhos - Barreiros - Bouçoães - Canaveses - Carrazedo de Montenegro - Curros - Ervões - Fiães | - Fornos do Pinhal - Friões - Lebução - Nozelos - Padrela e Tazem - Possacos - Rio Torto - Sanfins - Santa Maria de Emeres - Santa Valha | - Santiago da Ribeira de Alhariz - São João da Corveira - São Pedro de Veiga de Lila - Serapicos - Sonim - Tinhela - Vales - Valpaços - Vassal - Veiga de Lila - Vilarandelo |